# Hypostomus robinii
Hypostomus robinii är en fiskart som beskrevs av Valenciennes, 1840. Hypostomus robinii ingår i släktet Hypostomus och familjen Loricariidae. Inga underarter finns listade i Catalogue of Life.